# Mitch Harris
Mitch Harris (New York, 31 ottobre 1969) è un chitarrista statunitense, membro del gruppo death metal/grindcore Napalm Death.
Nato a New York, si spostò in seguito a Las Vegas e attualmente vive a Wolverhampton (Inghilterra). Harris iniziò la sua carriera con il gruppo hardcore punk Righteous Pigs e in seguito formò i Defecation, un progetto musicale con il batterista Mick Harris (anche lui membro dei Napalm Death in passato). Nel 1989 si unì ai Napalm Death, pubblicando il disco Harmony Corruption. Altri gruppi in cui Harris ha militato sono Meathook Seed, Little Giant Drug and Goatlord.